# 美麗口孵非鯽
美麗口孵非鯽，為輻鰭魚綱鱸形目隆頭魚亞目慈鯛科的其中一種，被IUCN列為瀕危保育類動物，分布於非洲剛果河下游流域，體長可達19公分，棲息在河川中底層水域，以浮游生物為食，生活習性不明。